# Devils & Dust
Devils & Dust är ett musikalbum av Bruce Springsteen utgivet av skivbolaget Columbia Records den 26 april 2005.
Albumet anses vara en tillbakagång till den avskalade stilen som fanns på de tidigare skivorna Nebraska och The Ghost of Tom Joad. Albumet är producerat av Brendan O'Brien, som även var inblandad på Springsteens föregående skiva, The Rising. Det toppade albumlistorna i både USA och Storbritannien.
2005 turnerade Springsteen ensam på scen i USA och Europa. 23 juni 2005 nådde turnén Sverige och Scandinavium, och 25 juni 2005 spelade han i Stockholm på Hovet. Varje konsert avslutades med Suicide-låten Dream Baby Dream där han spelade tramporgel.

## Låtlista
Samtliga låtar skrivna av Bruce Springsteen.
1. "Devils & Dust" - 4:58
2. "All the Way Home" - 3:38
3. "Reno" - 4:08
4. "Long Time Comin'" - 4:17
5. "Black Cowboys" - 4:08
6. "Maria's Bed" - 5:35
7. "Silver Palomino" - 3:22
8. "Jesus Was an Only Son" - 2:54
9. "Leah" - 3:31
10. "The Hitter" - 5:53
11. "All I'm Thinkin' About" - 4:22
12. "Matamoros Banks" - 4:20